# Чекалин, Виктор Владимирович
Ви́ктор Влади́мирович Чека́лин (известен также как епископ Вике́нтий, в 1990-е годы сменил имя на Ви́нсент Ви́ктор Берг, англ. Vincent Victor Berg; род. 19 февраля 1952, Тула) — советский религиозный деятель, известный главным образом тем, что в 1990 году совместно с епископом Иоанном (Боднарчуком) основал иерархию возродившийся УАПЦ, а затем рукоположенные им епископы совершили ряд хиротоний в России, положив начало иерархическому оформлению тоталитарных сект «Богородичный центр» и «Истинная церковь откровения Иоанна Богослова». С 1992 года живёт в Австралии, отойдя от публичной религиозной деятельности.

## Биография

### Ранняя биография
Родился 19 февраля 1952 года в Туле. По данным газеты «Известия», «Виктора Чекалина вместе с матерью рано бросил отец, видный партийно-хозяйственный областной работник. Сын был главной опорой в семье». В 1969 года окончил среднюю школу. Согласно его интервью 2022 года, «незадолго до окончания средней школы ко мне обратился высокопоставленный офицер КГБ, который предложил мне два варианта стать офицером политической разведки: (1) во время учебы в Московском институте международных отношений и получения прикрытия дипломата; или (2) во время прохождения специальной медицинской подготовки и получение прикрытия психиатра для работы в некоторых международных медицинских организациях, таких как, например, Всемирная организация здравоохранения. Я был молод и не хотел с самого начала разрушать свою жизнь отказом. Я предпочёл выбрать второй вариант. Я предполагаю, что КГБ выбрал меня потому, что мой отец и некоторые другие родственники занимали высокие государственные посты и принадлежали к так называемой „номенклатуре“, что делало меня человеком их круга. Кроме того, я был отличником в учёбе, спортсменом и обладал определённым интересом и способностями к изучению иностранных языков».
В 1974 году окончил Тульский политехнический институт. В 1978 году, согласно автобиографии 1989 года, получил диплом социолога, работал в «государственных учреждениях», с 1980 года — член Советской социологической ассоциации, объединявшей советских социологов, а также инструкторов по идеологической работе КПСС и ВЛКСМ. Согласно автобиографии 1982 года, по окончании института получил диплом не социолога, а инженера, и до перехода на церковную службу работал «ведущим инженером Головного специализированного конструкторско-технологического бюро автоматизированных систем управления». Согласно его интервью 2022 года, «после завершения специальной и медицинской подготовки я работал инструктором в той же специальной школе вплоть до моего ухода в Русскую православную церковь в 1981 году». Согласно тому же интервью, «в результате моего профессионального изучения человеческой психики и поиска личного смысла жизни я нашёл Бога и обратился к религии. Мои руководители обнаружили это и решили, что я скомпрометирован в профессиональном плане. Я не смог продолжать работать так, как требовалось. После определённой борьбы они позволили мне начать служить в Церкви так, как я хотел. Они надеялись использовать меня как священника в своих целях».

### Служение в Московском Патриархате

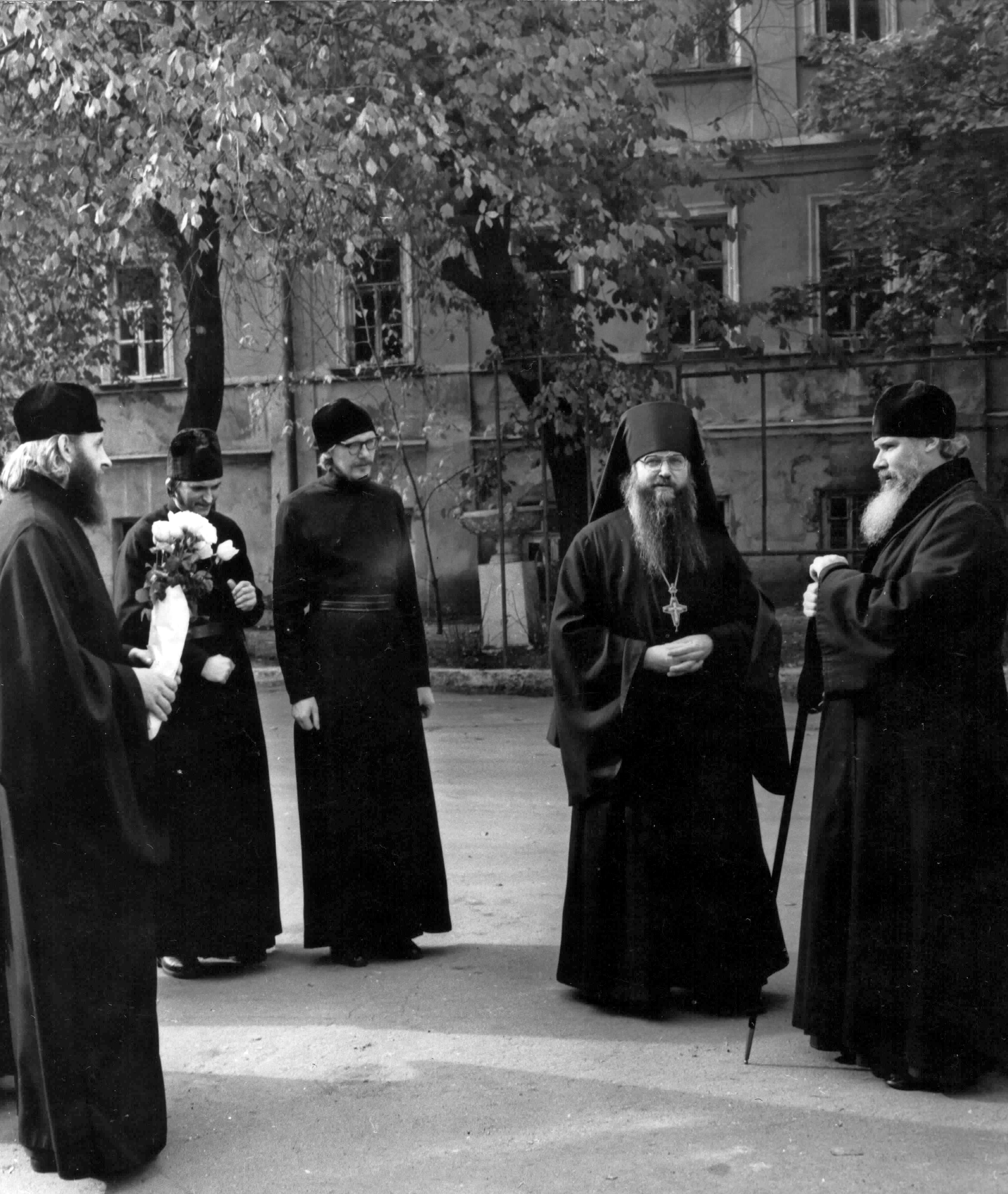
Встреча митрополита Алексия (Ридигера) в Даниловском монастыре. Чекалин — с цветами.

В феврале 1981 года «оставил государственную службу и нёс послушание чтеца и певца левого клироса Спасского храма города Тулы, затем кладовщика, эконома и делопроизводителя Тульского епархиального управления». В апреле 1982 года епископом Тульским и Белёвским Германом (Тимофеевым) был рукоположен во диакона, став клириком Тульской епархии. Был назначен клириком Успенского храма города Алексина, однако здесь он, ссылаясь на болезнь горла, постоянно пропускал богослужения без благословения и уважительных причин. 20 декабря 1982 года написал на имя правящего архиерея прошение освободить его от послушания при храме в городе Алексине, после чего указом № 36 от 17 февраля 1983 года епископ Тульский Герман (Тимофеев) освободил его от упомянутого послушания и назначил сторожем Тульского епархиального управления. Уже 2 мая 1983 года он пишет, что полностью выздоровел и просит снова направить его к служению диаконом в одном из храмов Тульской епархии. На основе этого прошения указом № 150 от 15 июня 1983 года он был назначен штатным диаконом Богородице-Рождественского храма города Белёва. Однако уже 17 июня 1983 года епископ Тульский Герман (Тимофеев) выдаёт Виктору Чекалину документ следующего содержания: «Ввиду Вашего несогласия принять назначение служить диаконом в Богородице-Рождественском храме города Белёва, поскольку Вы вернули мне мой указ, я не возражаю, если Вы сами найдёте себе посильную работу по Вашему усмотрению и Вашим возможностям». Указом епископа Германа № 254 от 29 августа 1983 года «уволен за штат согласно прошения».
31 августа того же года епископ Герман (Тимофеев) получил письмо от патриарха Московского и всея Руси Пимена, согласно которому он должен был выдать Чекалину отпускную грамоту и передать его личное дело «для определения его в Московской епархии». Тогда же по благословению патриарха Пимена Виктор Чекалин был зачислен в Данилов ставропигиальный монастырь в Москве, переданный РПЦ в том году правительством СССР «для создания в нем и на прилегающем участке Административного центра Московского Патриархата» и резиденции Московских Патриархов. Согласно собственным свидетельствам Чекалина, он, будучи целибатным диаконом, нёс в восстанавливаемом монастыре послушание келаря, «отвечал за снабжение братии», а также «за обеспечение строительства монастыря всем необходимым». Однако исследователь Сергей Шумило называет эти свидетельства преувеличенными, ссылаясь на отсутствии в личном деле Чекалина данных о столь значимых послушаниях. В Даниловом монастыре диакону Виктору Чекалину было отказано в монашеском постриге, и долго там он не задержался. В письме к наместнику монастыря архимандриту Евлогию (Смирнову), ссылаясь на болезнь горла, он написал, что не может служить осенью, зимой и весной, и может служить только летом. Поэтому собирается «подать прошение на Афон: верю, что благодать Святой Горы и её полезный для меня климат принесут мне духовное и физическое исцеление».
В мае 1984 года отчислен из монастыря и отправлен обратно в Тульскую епархию. Как позже вспоминал Евлогий (Смирнов) в бытность архиепископом Владимирским и Суздальским, «видимо, он все-таки искал не монашества, а хорошей должности и возможности жить в монастыре на широкую ногу. Позже мне рассказывали, что диакон, вернувшись в Тулу, долгое время выдавал себя за „даниловца“, преследуя личные цели».

### Уголовное дело, брак, лишение сана
В марта 1986 года Чекалин поступил работать учителем труда и математики в восьмилетней школе в селе Ягодном Калужской области. Однако здесь, по заявлению родителей школьников, в сентябре 1986 года был арестован по обвинению в растлении несовершеннолетних. Полгода отсидел в Калужской тюрьме. В ходе следствия был подвергнут психиатрической экспертизе, после чего 26 февраля 1987 года по приговору Ульяновского народного суда Калужской области признан виновным и приговорён по статье 120 УК РСФСР («развратные действия в отношении несовершеннолетних») к 3,5 годам принудительно-исправительных работ в Калужской области. Во время ареста в его квартире был осуществлён обыск, во время которого были изъяты «магнитофонные кассеты, записные книжки, книги и т. п.». Как утверждал позже Чекалин, «ради сохранения своей жизни … я уступил давлению на меня и позже, на следствии и на закрытом судебном заседании в феврале 1987 г., признал свою мнимую вину в развращении несовершеннолетних. Я был осуждён на три года принудительных работ на стройках народного хозяйства. За время нахождения в спецкомендатуре обжаловать приговор я не считал возможным». Чекалин пояснял признание им выдвинутых обвинений тем, что следствием «мне предлаголось или признать предложенное мне обвинение и быть осужденным условно, или быть осуждённым за финансовые нарушения в Свято-Даниловом монастыре, келарем которого я был в 1983—1984 гг., и получить 7 лет колонии».
Наказание отбывал в спецкомендатуре Октябрьского ОВД города Калуги с августа 1986 года по декабрь 1987 год, и работал, согласно «Известиям», на городских стройках. При этом, как сообщает Чекалин, 16 мая 1987 года, «находясь на принудработах», он «формально зарегистрировал брак с умирающей от рака печени Левиной Любовью Ивановной по её просьбе, чтобы усыновить её сына. Иного пути для усыновления тогда не было, так как я был обвинён в развращении детей». Через месяц, 11 июня 1987 года, Левина Л. И. скончалась. В декабре 1987 года досрочно освобождён за хорошее поведение, поскольку статья, по которой он был осуждён, попадала под амнистию. Вернулся в Тулу. Факт досрочного освобождения послужил поводом к слухам, что в тюрьме он был завербован КГБ. В справке, хранящейся в архиве Свято-Троицкой духовной семинарии в Джорданвилле, утверждается, что после досрочного освобождения Чекалин устроился работать в издательстве Заокской семинарии адвентистов седьмого дня, расположенной в посёлке городского типа Заокский Тульской области.
15 мая 1988 года резолюцией патриарха Пимена лишён диаконского сана на основании 26-го апостольского правила (женитьба после принятия сана), о чём управляющий делами Московской Патриархии митрополит Ростовский и Новочеркасский Владимир (Сабодан) известил архиепископа Тульского и Белёвского Максима (Кроху) письмом от 26 мая 1988 года. Как отмечал Сергей Шумило: «и уголовное наказание Чекалина, и лишение его диаконского сана не имели характера репрессий за какие-либо „оппозиционные убеждения“ или „инакомыслие“, каковых за ним не наблюдалось. Они носили сугубо нравственный и уголовный характер, а о мнимом его „тайном епископстве“ или причастности к „Катакомбной церкви“ тогда речи не велось».

### Фальсификация пострига, священнической и епископской хиротонии

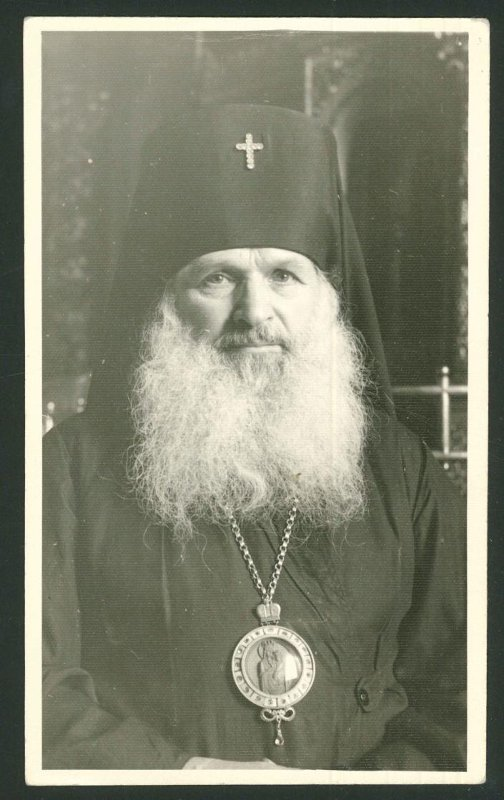
Архиепископ Сергий (Голубцов), якобы совершивший пострижение и священническую хиротонию Чекалина

Как отмечает Сергей Шумило, «есть все основания считать, что бывший диакон Виктор Чекалин никогда не имел не только пресвитерского сана, но даже монашества, а используемое им имя „Викентий“ скорее можно считать неким творческим или агентурным псевдонимом». Сам Чекалин впоследствии утверждал, что в мае-июне 1982 года в Троице-Сергиевой Лавре он был «пострижен в монашество с именем Викентий и рукоположен во иеромонаха архиепископом Сергием (Голубцовым), проживавшим на покое в Лавре». При этом, точной даты, по его словам, он не помнил. В действительности в архиве Троице-Сергиевой Лавры никогда не было личного дела монаха с именем Викентий (Чекалин), отсутствуют упоминания о нём в документах Лавры, а также в переписке Лавры с Патриархом Пименом и с канцелярией Московской Патриархии. При этом архиепископ Сергий (Голубцов) скончался 16 июня 1982 года и потому не мог опровергнуть заявления Чекалина. К такой манипуляции он прибегал неоднократно и впоследствии.
По видимому после этого он вступил в контакт с «секачёвцами», выдав себя за иеромонаха. В архиве Свято-Троицкой духовной семинарии в Джорданвилле сохранилась справка, составленная представителями «секачёвского» течения, в которой сообщается, что Чекалин «через два месяца путешествий с престарелыми [секачёвскими] иерархами, не получив в управление никакой общины или прихода и не желая трудиться самостоятельно, проповедуя Евангелие, и, ввиду открывшейся опасности нелегальной жизни и служения, он отошёл от трудов священнослужения». В этой же справке утверждалось, что Чекалин «в обиде на необратимость случившегося, написал письмо в местный отдел КГБ города Зеленчука с описанием места жительства и трудов митр. Геннадия (Секача), митр. Феодосия и митр. Григория, живших тогда без прописки у старенькой схимонахини в доме». Представители «секачёвского» течения утверждали, что письмо Викентия Чекалина сотрудники местного отделения КГБ передали «в местную газету, которая опубликовала в своём номере большую статью со всевозможными подробностями их жизни», после чего они вынуждены были ночью спешно покинуть г. Зеленчук. В справке отрицается принадлежность Викентия Чекалина к иерархии «секачевского» течения. В другой справке, хранящейся в архиве Троицкой семинарии в Джорданвилле, утверждается, что «за неблаговидные действия Чекалина предали анафеме 8 епископов Катакомбной церкви» и «запретили его служение в сане иеромонаха».

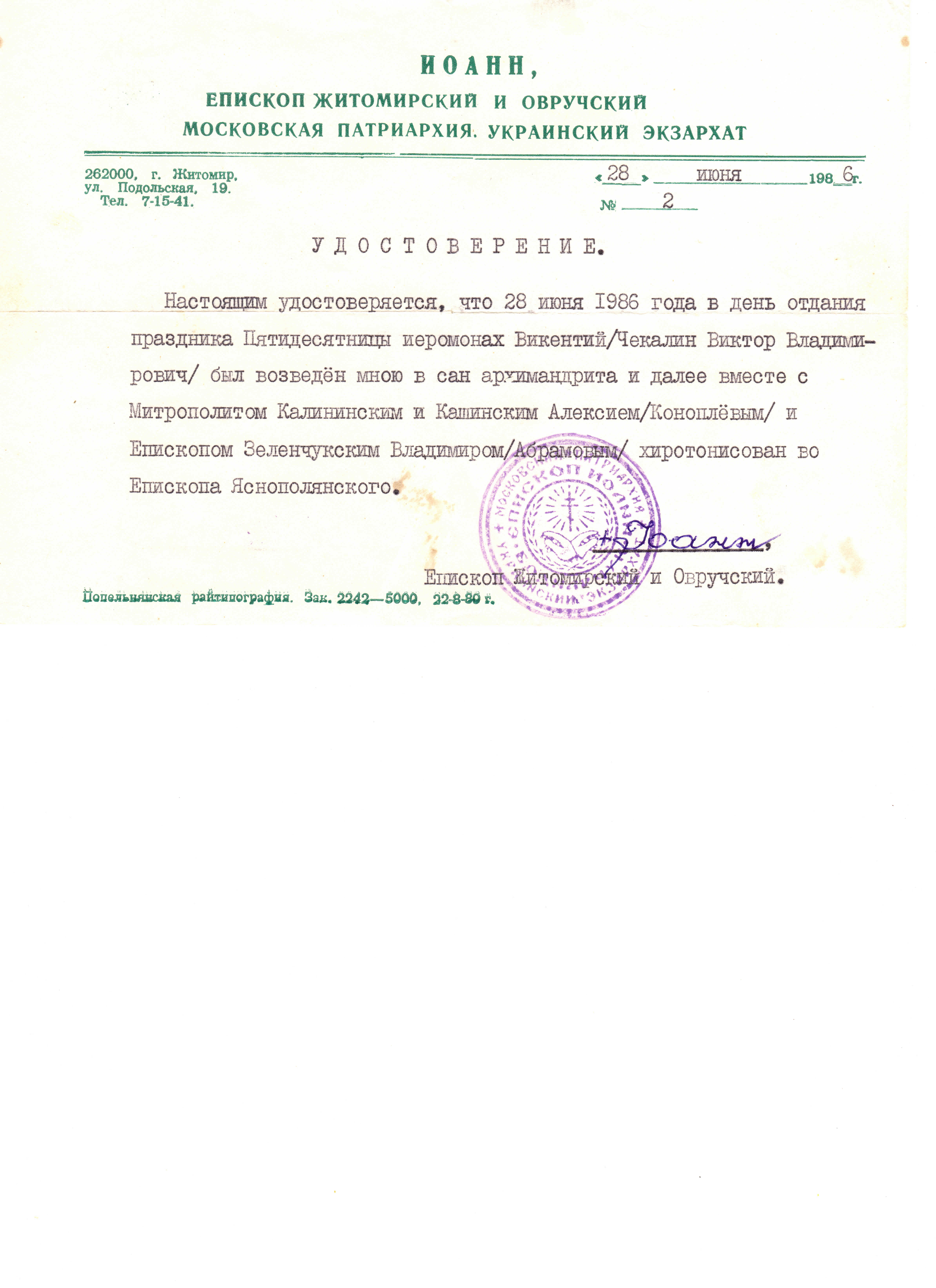
Грамота о епископском рукоположении Чекалина, датированная 28 июля 1986 года, на бланке от 22 июля 1989 года

Затем Викентий Чекалин становится «архиереем». В разное время он называл разные имена, даты и версии своей «хиротонии», которые не совпадали друг с другом. Так, в прошении Синоду РПЦЗ в 1989 года он утверждал, что в его хиротонии принимали участие два архиерея: «В 1986 году митрополитом Калининским и Кашинским Алексием (Коноплёвым) и епископом Катакомбной церкви Владимиром был хиротонисан во епископа. Хиротония была осуществлена тайно… Все рукоположения получил от иерархов Московского Патриархата. О диаконской хиротонии я имею удостоверение, а священническую и архиерейскую ничем подтвердить не могу, кроме присяги перед крестом и Евангелием». На заседании Синода РПЦЗ в Нью-Йорке в январе 1990 года Чекалин подтвердил свои показания, о чём имеется запись в протоколе Синода № 685: «В июне — дату и день Виктор Н. Чекалин не помнит, 1986 года, в г. Твери, в покоях — на квартире митрополита Алексия (Коноплёва), ночью, тайно, без посторонних свидетелей, якобы иеромонах Викентий был возведён в сан архимандрита и тогда же рукоположен во епископа епископом Владимиром (Абрамовым) из Катакомбной церкви и митрополитом Алексием (Коноплёвым) Московской Патриархии». Третьего архиерея Чекалин тогда не называл, утверждая, что его «епископскую хиротонию» совершили два архиерея. Оба названных иерарха, будто бы рукополагавших его в 1986 года, на тот момент были уже мертвы.
Митрополит Алексий (Коноплёв) скончался 7 октября 1988 года. Он, как отмечал Сергей Шумило, никогда не отличался «какими-либо оппозиционными настроениями ни по отношению к руководству Московской Патриархии, ни к советской власти». Многолетний иподиакон и секретарь митрополита Алексия епископ Тверской и Кашинский Виктор (Олейник) в своём рапорте 1990 года опроверг утверждения Чекалина о его хиротонии митрополитом Алексием: «Как близкий человек, всегда сопровождавший в поездках митрополита Алексия, считаю своим долгом засвидетельствовать, что владыка митрополит, будучи верным сыном Русской Православной Церкви и строго соблюдающим её каноны, без определения Святейшего Патриарха и Священного Синода не совершал епископскую хиротонию. Выдвинутая ложь, порочащая митрополита Алексия, меня возмущает и оскорбляет». «Секачёвский» иерарх Владимир (Абрамов), умер 15 января 1987 года. Представители «Секачёвского» полукатакомбного течения отрицали причастность Владимира Абрамова к хиротонии Чекалина и никогда не признавали последнего иерархом своей группы. Согласно их свидетельствам, Абрамов никогда не был знаком с митрополитом Алексием (Коноплёвым) и другими иерархами Русской православной церкви. Чекалин никогда не имел под своим окормлением ни одной катакомбной общины и, по всей видимости, не служил не только как «катакомбный епископ», но и как «катакомбный священник».

### Попытка перейти в РПЦЗ

Епископ Лазарь (Журбенко), разоблачитель Чекалина

Как следует из его обращения на имя Первоиерарха РПЦЗ митрополита Виталия (Устинова) и Архиерейского синода РПЦЗ от 17 июля 1989 года, в январе 1989 года он порывает с Московским Патриархатом: «В 1989 г., в январе, в открытом письме на имя Патриарха Пимена заявил о выходе из Московской Патриархии из-за отсутствия общинного строения, процветания коррупции, мздоимства, лести, подхалимства, отсутствия в храмах живого Слова Божия, сомнений в каноничности РПЦ». Как следует из Чекалина интервью эмигрантской газете «Новое русское слово», данном в феврале 1990 года, председатель Совета по делам религий при Совете Министров СССР К. М. Харчев предлагал ему «официальную регистрацию» структур Катакомбной церкви в СССР. По словам Чекалина, в беседе перед поездкой он «выслушал его мнение, что раскол в Русской Православной Церкви нужно преодолевать. Харчев считает, что Церковь должна оказывать оздоравливающее влияние на всё советское общество». Данная беседа должна была состояться не позднее июня 1989 года, когда Харчев был уволен с данной должности.
17 июля 1989 года Чекалин пишет обращение в РПЦЗ, где рассказывает о себе и предлагает открывать приходы РПЦЗ на территории СССР: «В настоящее время вижу возрождение православия на Руси в создании легальных приходов Русской Зарубежной Церкви, служение на которых осуществлялось бы в открытую, невзирая на реакцию и возможное противодействие властей. Церковь должна использовать все возможности для проповеди Евангелия … Всего этого нет в Московской Патриархии. Катакомбная церковь ввиду нахождения в подполье не может эффективно осуществлять проповедь Слова Божия. Необходимо возвращение истинного православия в Россию из-за рубежа». «Обращение» Чекалин подписал не как «епископ», «иеромонах» или «диакон», а как «монах Викентий». При этом в письме он противопоставляет себя не только Московскому патриархату, но и Катакомбной церкви, что подтверждает тот факт, катакомбниками он принят не был. Согласно тому же интервью Чекалина «Новому русскому слову», перед поездкой в США он вновь был на приёме у Харчева. Судя по всему, поездка Чекалина в США на заседание Архиерейского синода РПЦЗ осуществлялась при непосредственной протекции со стороны Харчева. В декабре 1989 — январе 1990 года Чекалин сумел выехать из СССР в США, где явился на заседание Архиерейского синода РПЦЗ в Нью-Йорке, где выступил перед его членами и ответил на их вопросы.
Епископ Лазарь (Журбенко), тайно рукоположенный в РПЦЗ для окормления катакомбных приходов РПЦЗ в СССР в ещё в 1982 году, присутствовавший на тот момент в Нью-Йорке на заседании Синода, провёл индивидуальное дознание Чекалина. Он задал ему ряд наводящих вопросов, на которые тот не смог достоверно ответить и начал путаться, благодаря чему и было раскрыто его самозванство. Тогда же на Синоде РПЦЗ было высказано подозрение, что Чекалин является агентом КГБ, подосланным в Синод под видом «катакомбного епископа» с целью внедриться в РПЦЗ и возглавить создание в СССР её легальных церковных структур под контролем советских органов госбезопасности. Вызвал подозрение и факт досрочного освобождения Чекалина из тюрьмы в 1987 году. В итоге 31 января 1990 года Синод Постановил: «1. На основании имеющихся данных, представленных просителем Виктором Николаевичем Чекалиным, именующим себя Викентием, Архиерейский Синод не считает возможным признать за просителем сана архиерейского или пресвитерского. 2. В связи с вышеизложенным оставить прошение Виктора Николаевича Чекалина без последствий». Отказав в признании, ему было предложено на испытательном сроке пожить при Свято-Троицком монастыре в Джорданвилле в качестве рядового послушника под надзором священноначалия обители, после чего, в случае положительного прохождения испытательного срока, мог быть рассмотрен вопрос о его принятии в качестве простого монаха или рукоположении в будущем во священника. Чекалин отказался. Он попытался украсть в алтаре синодального собора в Нью-Йорке антиминс, архиерейскую панагию и литургические сосуды, после чего был со скандалом изгнан.
Перед отъездом из США обратно в СССР Чекалин в феврале 1990 года в Нью-Йорке дал интервью эмигрантской газете «Новое русское слово», в котором высказал своё разочарование в РПЦЗ, подвергнув её жёсткой критике. Несколько позже, в письме в Австралию на имя сотрудницы русской эмигрантской газеты «Единение» Е. Н. Ширинской от 22 июля 1990 года Чекалин, подтвердив, что не был признан в РПЦЗ в качестве канонического епископа, с возмущением писал: «Зарубежная Церковь претендует на верховенство и на право решать и судить, кто что сделал, кто каноничен, а кто нет и т. п. Под предлогом борьбы за чистоту православия на самом деле проявляется духовная слепота и нелюбовь к ближнему. Например, Синод считает неканоничным епископа Владимира (Абрамова), так как он не имел удостоверения о епископской хиротонии и был рукоположен людьми, в преемстве которых от апостолов сомневаются … Посудите сами, могу ли я простить Зарубежной Церкви объявление епископа Владимира самозванцем?.. Моя резкость здесь намеренна, ибо велика обида за моих братьев и велико моё разочарование. Мне самому пришлось быть в тюрьме, подвергаться пыткам, психиатрической экспертизе — но это только малая доля того, что пришлось пережить моим катакомбным собратьям. Теперь же митрополит Виталий и иже с ним пытаются судить нас, оценивать нашу „правильность“ и претендуют на духовное верховенство … Митрополит Виталий и иже с ним усиленно занялись моей компрометацией. На Родине и за рубежом активно распространяются обо мне всякие слухи, клевета. Например, что я украл у митрополита Виталия антиминс». В интервью 2022 года он обвинил епископа Лазаря (Журбенко) в том, что тот, будучи агентом КГБ, был специально заслан, чтобы дискредитировать его, а также заявил, что «счёл господствующую там националистическую атмосферу духовно неприемлемой».

### Участие в первых хиротониях УАПЦ

Иоанн (Боднарчук)

Покинув в начале февраля 1990 года Архиерейский синод РПЦЗ, Чекалин возвращается обратно в СССР, но сразу по возвращении едет не домой в Тулу, а оказывается на Западной Украине, во Львове, где представляется епископом РПЦЗ и знакомится с бывшим епископом Житомирским и Овручским Иоанном (Боднарчуком), перешедшим в октябре 1989 года из Русской православной церкви в возрождающуюся УАПЦ, которая к началу 1990 года насчитывала около 200 приходов и общин, преимущественно в Западной Украине. Для стремительно растущей церковной организации остро стоял вопрос о рукоположении новых епископов, однако для таких рукоположений не хватало второго архиерея, а приехать в СССР из-за рубежа иерархи УАПЦ диаспоры на тот момент ещё не могли. В таких обстоятельствах решено было совершить хиротонию совместно с возвратившимся из США Викентием Чекалиным. Позже Боднарчук свидетельствовал перед членами Священного синода РПЦ, что впервые познакомился с Чекалиным в конце февраля — начале марта 1990 года во Львове, поверив, что тот является законным епископом РПЦЗ. При этом он сообщал, что Чекалина как «епископа РПЦЗ» представил ему один из знакомых работников обкома Компартии. Помимо этого, Иоанн (Боднарчук) вёл переговоры с несколькими архиереями на предмет возможности их участия в архиерейской хиротонии своего брата священника Иоанна Боднарчука. Не зная, кто из них сможет приехать, он оставил в ставленнической грамоте пустое место, где должен был подписаться третий архиерей. Тем не менее, никакой другой иерарх не согласился участвовать в этой хиротонии.
Тогда решено было рукополагать Иоанна Боднарчука вдвоём. При этом решение о поставлении Иоанна Боднарчука было принято без соборного обсуждения и избрания кандидата, спешно, тайком и в обход Церковной рады УАПЦ. Не был поставлен в известность даже глава УАПЦ в США митрополит Мстислав (Скрипник). 30 марта священник Иоанн Боднарчук принимает монашество с именем Василий, а 31 марта 1990 года в селе Михайлевичи Дрогобычского района Львовской области, где последний был настоятелем, он был хиротонисан во «епископа Тернопольского и Бучацкого». Таким образом была совершена первая архиерейская хиротония в истории в УАПЦ. При этом, в ставленнической грамоте Василия (Боднарчука) от 31 марта 1990 года имя Чекалина вписано первым. Этот факт свидетельствует о том, что хиротонию возглавлял и совершал именно Чекалин, а Боднарчук лишь ему сослужил. Боднарчук, лишённый на тот момент сана в Русской Православной Церкви, по видимому хотел перестраховаться, предложив возглавить хиротонию «епископу РПЦЗ», законность хиротонии которого на тот момент не вызывала сомнений. Точно также спешно и тайком 7 апреля 1990 года в селе Подгайчики Коломыйского района Ивано-Франковской области был рукоположен во «епископа Ивано-Франковского и Коломыйского» Андрей (Абрамчук). В его хиротонии принимали участие Иоанн (Боднарчук), Викентий Чекалин и ранее рукоположенный ими Василий (Боднарчук). Дальнейшие хиротонии иерархии УАПЦ уже совершались этими тремя украинскими иерархами самостоятельно, без участия Чекалина.
На первых порах Викентия Чекалина в УАПЦ всерьёз воспринимали как епископа РПЦЗ. Иоанн (Боднарчук) даже предлагал Викентию Чекалину возглавить русскоязычную епархию УАПЦ в Одессе. На Первом Всеукраинском соборе УАПЦ, проведённом 5-6 июня 1990 года с разрешения органов республиканской власти в Центральном доме кино в Киеве, Иоанн Боднарчук впервые публично предал огласке факт участия в первых хиротониях УАПЦ Викентия Чекалина, которого называл «епископом Русской Зарубежной Церкви». При этом об участии в этих хиротониях какого-либо третьего епископа речи не было. Боднарчук был настолько уверен в канонической безупречности «епископа РПЦЗ», что на тот момент не подвергал сомнению действительность совершённых совместно с ним хиротоний. Информация об этом проникла за рубеж: официальный орган Украинской православной церкви в Канаде «Вісник» называл его «святителем епископов УАПЦ». На том же соборе «патриархом» заочно был избран Мстислав (Скрипник), а его местоблюстителем с титулом «Блаженнейшего митрополита Львовского и Галицкого» — Иоанн (Боднарчук).

### Разоблачение, дальнейшие фальсификации и деятельность в России
Вскоре после июньского Собора УАПЦ, когда информация об участии Чекалина в хиротониях под видом «епископа РПЦЗ» стала достоянием общественности, от представителей РПЦЗ стали поступать свидетельства, что этот человек является самозванцем. Об этом заявили представители «катакомбного» прихода РПЦЗ в Чернигове, где знали Чекалина как самозванца. В конце лета 1990 года Архиерейский синод РПЦЗ обнародовал официальное заявление, в котором говорилось: «Архиерейский Синод РПЦЗ извещает клириков и мирян всех православных приходов, что Викентий Чекалин, выдающий себя за епископа Катакомбной церкви, признанного Русской Зарубежной Церковью, в действительности таковым не является, и все таинства, им совершаемые, не могут быть признанными благодатными <…> Архиерейский Синод РПЦЗ предостерегает от ещё больших канонических ошибок ввиду того, что в совершении архиерейских хиротоний мог участвовать человек, не имеющий благодати апостольского преемства». Свидетельства о самозванстве Чекалина вызвали серьёзные смущения внутри УАПЦ. Многие священники Русской православной церкви, подумывавшие о переходе в УАПЦ, стали воздерживаться от такого шага. А перешедшие стали задавать вопросы и ставить под сомнение каноничность собственного епископата. Отсутствие у Чекалина апостольского преемства крайне затрудняло признание УАПЦ со стороны Константинопольского патриархата и других поместных церквей, чего добивались в УАПЦ. Стал требовать отчёта и объяснений и глава УАПЦ Мстислав (Скрипник).
В такой ситуации Иоанн Боднарчук на одной из пресс-конференций в Киеве заявил, будто бы именно он совместно с митрополитом Калининским и Кашинским Алексием (Коноплёвым) и секачёвским «епископом» Владимиром Абрамовым в 1986 году «тайно рукоположил» Викентия Чекалина во «епископа Тульского и Яснополянского». Это заявление противоречило более ранним свидетельствам самого Чекалина Архиерейскому синоду РПЦЗ в июле 1989 — январе 1990 годов, где он заявлял, что его «рукоположили во епископа» только два иерарха — митрополит Алексий (Коноплёв) и Владимир Абрамов. Более того, если на Архиерейском синоде РПЦЗ Чекалин заявлял, что в сан «архимандрита» его возвёл у себя дома митрополит Алексий (Коноплёв), то теперь он стал заявлять, будто бы это сделал епископ Житомирский Иоанн (Боднарчук). Появилась «точная дата» — 28 июня 1986 года, хотя на Архиерейском синоде РПЦЗ он отказывался назвать какую-либо дату. Тогда же бывший епископ Иоанн выписал задним числом подложное «удостоверение» о хиротонии Викентия Чекалина во «епископа», которое подписал «28 июня 1986 г.» на официальном типографском бланке Житомирской и Овручской епархии Украинского экзархата РПЦ, отпечатанном в типографии 22 августа 1989 года, о чём имеется типографское указание мелким шрифтом в левом нижнем углу бланка.
Изначально во всех свидетельствах о первой хиротонии для УАПЦ Василия Боднарчука во «епископа Тернопольского» Иоанн Боднарчук, протоиерей Владимир Ярема и другие заявляли, что в ней принимали участие лишь два архиерея: Иоанн (Боднарчук) и Викентий Чекалин. Аналогично и Чекалин до лета 1990 года свидетельствовал, что первую хиротонию УАПЦ в марте 1990 года он совершил вместе с Иоанном Боднарчуком, не упоминая о каком-либо третьем епископе. Но после того как летом 1990 года разразился скандал вокруг самозванства Чекалина, на одной из пресс-конференций в Киеве Иоанн (Боднарчук) заявил, будто бы в хиротонии Василия (Боднарчука) 31 марта 1990 года, помимо его самого и Чекалина, тайно принимал участие ещё и некий «патриархийный епископ N», пожелавший остаться неизвестным. Было заявлено, что присутствовавшие на хиротонии участники и свидетели дали «присягу до смерти не раскрывать эту тайну». Не принимая больше на веру противоречивые заявления Иоанна (Боднарчука), патриарх УАПЦ Мстислав (Скрипник) в ноябре 1990 года фактически отстранил его от дел. Тогда же впервые со стороны протоиерея Владимира Яремы, ряда других львовских священников и Львовского братства УАПЦ прозвучали обвинения в адрес Иоанна (Боднарчука) в сотрудничестве с КГБ и в подрывных действиях по разложению УАПЦ изнутри. В начале 1991 года Мстислав (Скрипник) запретил иерархам УАПЦ совершать новые епископские хиротонии и направил в Украину из США архиепископа Антония (Щербу) для рукоположения новых епископов УАПЦ, так как не хотел, чтобы в них участвовали иерархи «чекалинской преемственности».
Летом 1990 года через Чекалина на Иоанна (Боднарчука) вышли секачёвский «священник» и «пророк» Иоанн (Береславский) и покинувший под его воздействием РПЦ настоятель Успенского собора города Каширы иерей Константин Васильев. 22 августа 1990 года Боднарчук и рукоположенные епископы УАПЦ Василий (Боднарчук) и Даниил (Ковальчук) в городе Дрогобыч Львовской области возвели иерея Константина Васильева во «епископа» с титулом «Московский и Каширский», присвоив ему в монашестве имя «Лазарь». 14 декабря 1990 года в селе Солонское Дрогобычского района Львовской области по протекции Чекалина Иоанн (Боднарчук), Даниил (Ковальчук) и Лазарь (Васильев) возвели во епископа с титулом «Зеленоградский и Коломенский» Владислава Филиппова, присвоив ему в монашестве имя «Тихон». В тот же день указом № 569 Иоанн (Боднарчук) возвёл Лазаря (Васильева) в сан «архиепископа Московского и Каширского». 19 декабря 1990 года Лазарь (Васильев) и Тихон (Филиппов) «по благословению» Иоанна (Боднарчука) учредили «Российскую автокефальную православную церковь» и провели «поместный собор», на котором избрали «пророка» Иоанна (Береславского) «епископом Санкт-Петербургским и Валаамским». 25 декабря того же года последовала и сама «хиротония» Береславского, совершенная Васильевым и Филипповым, и одобренная Иоанном (Боднарчуком). Изначально Российскую автокефальную православную церковь должен был возглавить Чекалин. Однако после ввиду Архиерейского синода РПЦЗ о его самозванстве от этого отказались и пригласили Чекалина на «поместный собор РАПЦ» в декабре 1990 года. Позже, 16 июня 1991 года, в Москве на очередном «поместном соборе» Васильев, Филиппов, Береславский и Попов переименовывают «РАПЦ» в «Православную церковь Божией Матери», ставшую известной как «Богородичный центр». Бывший соратник Береславского «архиепископ» Лазарь-Константин Васильев летом 1991 года откололся от «Богородичного центра», возглавив собственную секту под названием «Истинная церковь апокалипсиса Иоанна Богослова».
После своего отстранения Иоанн (Боднарчук) в частных разговорах стал утверждать, будто третьим архиереем, участвовавшим 31 марта 1990 года в хиротонии Василия (Боднарчука), был архиепископ Симферопольский и Крымский Варлаам (Ильющенко), скончавшийся 17 сентября 1990 года. Позже Иоанн (Боднарчук) представил «ставленническую грамоту» Василия (Боднарчука), на которой первой стояла подпись «Викентия, Епископа Яснополянского Российской Свободной Православной Церкви», второй — некоего «смиреннейшего Варлаама» и третьей «Иоанна, архиепископа Львовского и Галицко-Волынского». При этом, если имена и титулы Чекалина и Боднарчука были изначально полностью впечатаны в документе, то вместо имени «Варлаам» стояло многоточие, куда и было вписано от руки одно лишь это имя, без титула и кафедры. То есть при составлении документа на момент хиротонии Василия (Боднарчука) имя третьего участника ещё не было известно, а само имя было вписано уже намного позже, задним числом, после того, как архиепископ Варлаам (Ильющенко) скончался. В сентябре 1992 года, перед членами Священного синода РПЦ Иоанн (Боднарчук) сознался в том, что имя архиепископа Варлаама (Ильющенко) было дописано в ставленнической грамоте задним числом и подтвердил, что в хиротонии Василия (Боднарчука) принимали участие лишь два человека: он и Чекалин. По словам Иоанна, имя архиепископа Варлаама (Ильющенко) было внесено в грамоту в пустую строку уже после того, как стало известно о его смерти осенью 1990 года, будучи скопированным с имевшихся у Иоанна праздничных поздравительных посланий архиепископа Варлаама предыдущих лет. Почерковедческая экспертиза подписей «Варлаама» и «Иоанна» на этом документе показала, что обе подписи сделаны одной рукой. Категорически отрицал участие архиепископа Варлаама (Ильющенко) в первых хиротониях УАПЦ глава УПК КП Филарет (Денисенко), который по этой самой причине при объединении с УАПЦ в 1992 году настаивал на перерукоположении иерархов «чекалинской преемственности» Владимира (Романюка), Антония (Масендича) и Даниила Ковальчука. Отрицают версию об участии архиепископа Варлаама (Ильющенко) в хиротониях УАПЦ и письменные свидетельства водителя архиепископа Варлаама — Николая Яковлевича Андрухова и архиерейского протодиакона Василия Анатольевича Марущака.

### Переход в УГКЦ

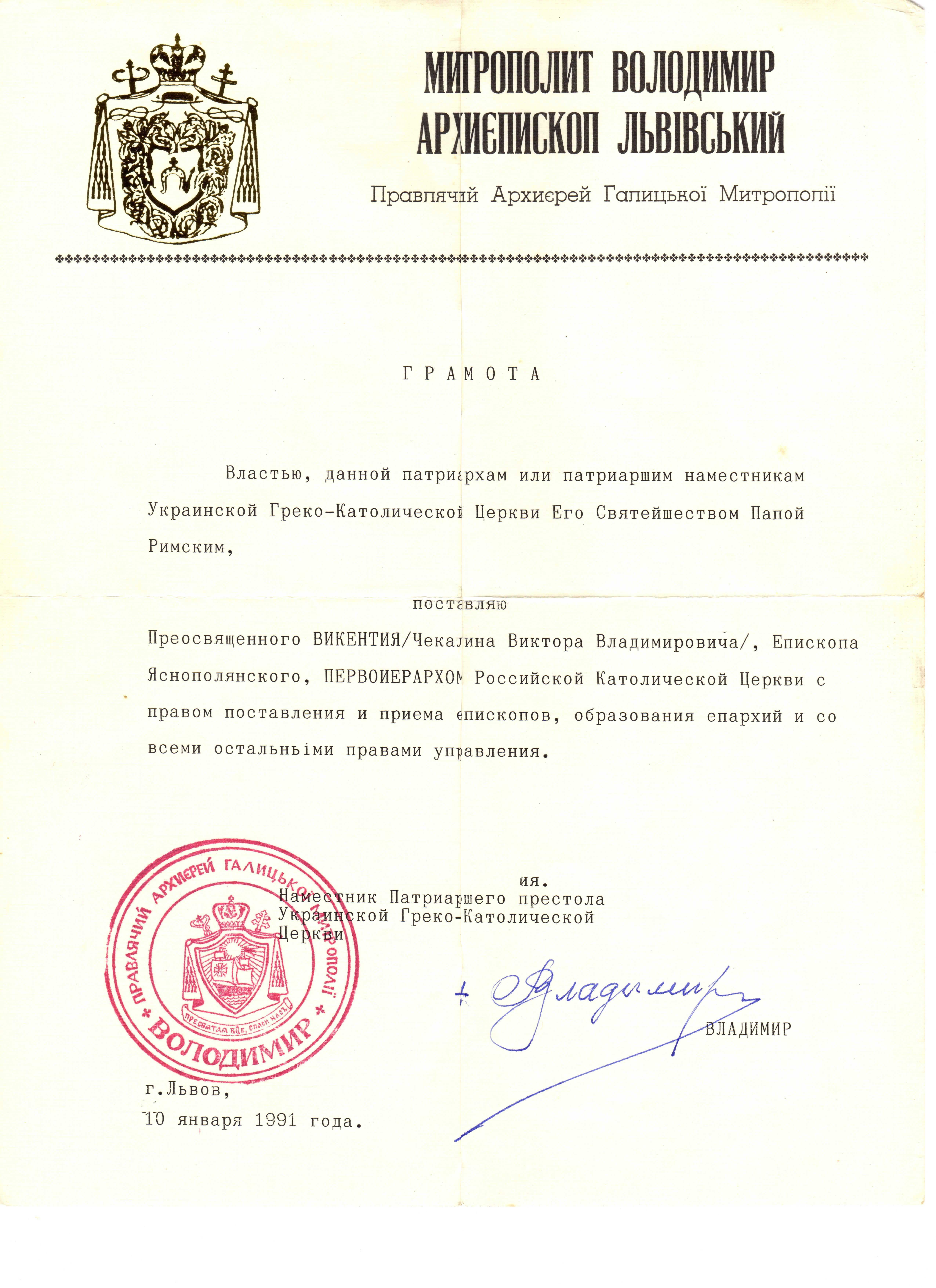
Указ Владимира Стернюка от 10 января 1991 года

После того как Мстислав (Скрипник) в конце 1990 — начале 1991 года фактически отстранил Боднарчука от управления УАПЦ и подверг сомнению каноничность иерархии «чекалинской преемственности», Чекалин попытался перейти в УГКЦ. Католический Священник Виктор Данилов в книге «Мой путь к Богу и Католической Церкви» написал: «В 1990—1991 годах я обратил в католичество епископа православной катакомбной Церкви из города Тулы Викентия. Был у него дома, изучил его быт и предложил с оговорками его митрополиту Стернюку. Тот после его месячного испытания поставил его первоиерархом российской православно-католической Церкви в звании епископа Яснополянского». Присоединение Чекалина к УГКЦ было совершено митрополитом Владимиром Стернюком 4 января 1991 года в домовом храме Митрополичьей палаты во Львове, где он в присутствии свидетелей исповедал и принес присягу на верность «святой католической вере». 10 января Стернюк подписал грамоту, в которой говорилось: «Властью, данной патриархам или патриаршим наместникам Украинской Греко-Католической Церкви Его Святейшеством Папой Римским, поставляю Преосвященного Викентия (Чекалина Виктора Владимировича), Епископа Яснополянского, Первоиерархом Российской Католической Церкви с правом поставления и приёма епископов, образования епархий и со всеми остальными правами управления».
В данной должности Викентий Чекалин образовал две католические общины: одну в Туле, вторую в Москве во главе со священником Власовым. В середине января 1991 года Чекалин зарегистрировал в Москве первую греко-католическую общину, после чего создал епархиальное управление «Российской православной кафолической церкви» и обратился в Моссовет с требованием передать ему ряд московских храмов: «Нынешняя Российская католическая церковь является восприемницей не только Российской греко-католической, но и Русской православной церкви. Однако наша церковь не имеет до сих пор необходимых храмовых и административного помещений». От Чекалина в России имели «преемственность» следующие маргинальные лжеепископы: Михаил Анашкин, Алексей Лобазов и Мануил Платов (он же Михаил Потёмкин), составившие «иерархию» «Российской православной кафолической церкви». С ними взаимодействовал ещё один одиозный иерарх-самозванец Никон-Сергей Ламекин.
3 февраля 1991 года патриарх Московский Алексий II направил письмо в Ватикан с просьбой разъяснить, каким образом человек, лишённый священнического сана, может быть католическим епископом. Вскоре президент Папского совета по содействию христианскому единству кардинал Эдуард Кассиди и папский нунций в СССР архиепископ Франческо Коласуонно заявили, что Чекалин не является епископом и не находится в общении и подчинении Католической Церкви. В августе того же года в отставку был отправлен митрополит Владимир Стернюк. Новоназначенный в Украину кардинал Мирослав Иван Любачивский заявил о превышении им полномочий и присвоении прав первоиерарха. В начале 1992 года пытался присоединиться к старо-католической церкви, но и там не задержался надолго.

### Эмиграция
К тому времени он уже расстался со своим приёмным сыном, которому исполнилось 18 лет, выгнав его из дома, и объяснил это так: «Так для него лучше будет. А то разгильдяем растёт, только по девкам и бегает». Выманив у семьи Поповых из Тулы малолетнего мальчика по имени Андрей, Чекалин, сменив имя на Винсент Берг, бежал с ним в Австралию. Многочисленные попытки родителей вернуть Андрея успехом не увенчались. Сам Чекалин в интервью 2022 года назвал все обвинения в свой адрес клеветой, «Я стал объектом их рассчитанной клеветы, провокаций, фальсификаций и даже заговора с целью убийства. В результате этой враждебности в 1992 году у меня не было иного выбора, кроме как покинуть Россию. В 1993 году Австралия предоставила мне свою защиту. В 1996 году я стал гражданином Австралии. У меня нет российского или какого-либо другого гражданства. Все эти годы я держался в стороне от любого участия в какой-либо политической и религиозной деятельности, связанной с Россией».
Утверждал, что он был врачом, тайно прошедшим подготовку в КГБ. Берг работал «психиатром-регистратором» в отделении психического здоровья больницы Таунсвилла в северном Квинсленде с июля 1999 по январь 2002 года. В течение этого периода он выписывал лекарства и имел доступ в общей сложности к 259 пациентам, некоторые из которых страдали тяжёлыми психическими заболеваниями. Берг также пытался зарегистрироваться в Медицинском совете Квинсленда и Королевском колледже психиатров Австралии и Новой Зеландии. Позднее, в ходе расследования, бывшие пациенты свидетельствовали, что их состояние ухудшилось во время лечения у Берга, который раздавал лекарства из своего шкафчика, а не выписывал рецепты.
В начале августа 2005 года в газете The Australian появилась статья про Винсента Берга c обвинениями в предоставлении подложных документов при получении регистрации психиатром. Его подозревали также в совершении развратных действий к двум пациентам, которым нет ещё 18 лет. Двоюродная сестра Андрея Елена, жившая в тот момент в Голд-Косте, отмечала в интервью Российской газете: «Здесь все об этом говорят — и по телевидению, и по радио. Но ещё больше ругают медицинский совет, который такую регистрацию ему выдал, несмотря на большие подозрения в подлоге документов. Вообще удивительно, прямо как черт его хранил, столько людей, оказывается, знали про то, что он никакой не врач, и все молчали. Но сейчас-то всех как прорвало». Обвинения против Берга впервые были выдвинуты в 2005 году во время расследования Морриса в области здравоохранения Квинсленда, которое было начато после того, как доктор Джаянт Патель подделал свою квалификацию в Бундаберге. Все обвинения в свой адрес он тогда отверг.
В мае 2009 года Бергу было предъявлено обвинение после четырёхлетнего расследования, в ходе которого сотрудник полиции ездил в Россию для проверки квалификации Берга. Проводивший арест офицер детектив-сержант Стивен Бигнелл рассказал на слушаниях, что Берг использовал поддельные дипломы российского университета, чтобы обмануть власти, включая Австралийский медицинский совет. На протяжении всего процесса над Бергом он утверждал, что был полностью подготовленным психиатром, получившим тайное образование в КГБ. До своего заключения Берг получал пенсию по инвалидности из-за проблем с психическим здоровьем и жил со своим сыном Андреасом Бергом в Кумере. Берг ни разу не нарушил условия освобождения под залог за те 12 лет, что ему приходилось отчитываться перед властями. 28 мая 2015 года завершилось месячное слушание в магистратском суде Саутпорта. Бергу было предъявлено 28 обвинений, включая мошенничество, покушение на мошенничество, высказывания, нанесение тяжких телесных повреждений и принуждение к половому акту. 23 марта 2018 года окружной суд Саутпорта признал Берга виновным в подделке медицинского диплома, но он продолжал лгать о том, что был полностью подготовленным психиатром. Берг был отправлен в тюрьму в ожидании даты вынесения приговора. Приговор Бергу должен был быть вынесен окружным судом Саутпорта 31 мая 2018 года, но его команда юристов отказалась от рассмотрения дела, сославшись на непримиримый конфликт. Адвокат Сара Томпсон заявила, что она и адвокат Майкл Гейтенби «больше не могли оставаться в этом деле». 13 сентября 2018 года Судья Кэтрин Макгиннесс охарактеризовала действия Берга как «высокомерные» и «нервирующие». Она приговорила Берга к четырём годам и трём месяцам тюремного заключения с отсрочкой исполнения приговора на 20 месяцев. 174 дня, которые он провёл под стражей с момента суда, были засчитаны как уже отбытый срок.
Сам Берг продолжал настаивать на своей невиновности, заявив в интервью 2022 года, что «полностью на основании дезинформации, распространённой российскими официальными лицами, я был обвинён в использовании поддельных медицинских документов и обвинён в мошенничестве». О своём пребывании в тюрьме он рассказал: «Я отбывал свой тюремный срок в основной зоне (не под охраной) тюрьмы строгого режима. Будучи заключённым, я не был изолирован от других заключённых и работал библиотекарем и репетитором по математике и английскому языку. У меня не возникло никаких проблем с другими заключёнными и персоналом. Мое физическое здоровье оставалось хорошим, а депрессия, от которой я страдал до заключения, исчезла, так как мне нужно было мобилизовать себя физически и духовно. Молитвы, духовная медитация и самоконтроль, моя преданность работе и регулярные прогулки помогли мне успешно преодолеть все трудности тюремного заключения». В сентябре 2022 года 70-летний Винсент Берг отбыл свой срок.
В интервью в декабре 2022 года по прежнему выставлял себя как жертву российской клеветы: «российские религиозные и политические власти никогда не забывали обо мне. Чем могущественнее становилась Русская Православная Церковь и чем больше российские власти и лично Владимир Путин использовали православную идеологию для своей националистической агрессии внутри страны и за её пределами, тем больше я подвергался их преднамеренной лжи и клевете в средствах массовой информации и письмах международным религиозным лидерам. Клевета на меня в основном была направлена на то, чтобы служить их попыткам опорочить Украинскую Автокефальную Православную Церковь как канонически скомпрометированную в линии апостольской преемственности и воспрепятствовать ее признанию Константинопольским Патриархом и другими церквями. Кроме того, они использовали любые доступные им средства для преследования меня как личности». Также он заявил, что по прежнему считает себя католическим епископом, хотя и не проявляющим «публичной активности»: «Теперь я слышу призыв оставить своё уединение и выполнять свои обязанности. Я верю, что Святой Отец благословит меня и поручит мне определенную духовную задачу».